# بلدية تالشي
بلدية تالشي هي بلدية في لاتفيا، بلغ عدد سكانها 31٬954 نسمة، عاصمتها تالسي، تبلغ مساحتها 1٬763 كيلومتر مربع.

## الموقع
تشترك في الحدود مع:
- بلدية توكومز
- بلدية كاندافا  [لغات أخرى]‏
- بلدية كولديغا
- بلدية مورسراغس
- بلدية دونداغا
- بلدية رويا  [لغات أخرى]‏
- بلدية فينتسبيلس  [لغات أخرى]‏.

## التقسيمات الإدارية
- تالسي
- سابيل
- ستنده
- فالديماربليس
- Ārlava Parish [الإنجليزية]‏
- Abava Parish [الإنجليزية]‏
- Balgale Parish [الإنجليزية]‏
- Ģibuļi Parish [الإنجليزية]‏
- Īve Parish [الإنجليزية]‏
- Ķūļciems Parish [الإنجليزية]‏
- Laidze Parish [الإنجليزية]‏
- Lauciene Parish [الإنجليزية]‏
- Lībagi Parish [الإنجليزية]‏
- Lube Parish [الإنجليزية]‏
- Strazde Parish [الإنجليزية]‏
- Valdgale Parish [الإنجليزية]‏
- Vandzene Parish [الإنجليزية]‏
- Virbi Parish [الإنجليزية]‏.